# Oswald Wiener
Pour les articles homonymes, voir Wiener.
Oswald Wiener, né le 5 octobre 1935 à Vienne (Autriche) et mort le 18 novembre 2021 dans la même ville, est un écrivain, cybernéticien, théoricien des langues et restaurateur autrichien.

## Biographie
Oswald (« Ossi ») Wiener étudie le droit, la musicologie, les langues africaines et les mathématiques à Vienne au début des années 1950. Parallèlement à son travail d'auteur dans le groupe de Vienne de 1954 à 1959, il travaille comme musicien de jazz professionnel ; l'un des groupes dans lesquels il a joué de la trompette était le Wirkliche Jazzband de Walter Terharen (de). De 1958 à 1966, enfin, il travaille à un poste de direction pour Olivetti dans le domaine de l'informatique.
En 1968, il est l'un des participants à la campagne « Art et Révolution » (Uni-Ferkelei) le 7 juin à l'université de Vienne, l'un des temps forts du mouvement étudiant de 1968 en Autriche. Il a été condamné à six mois de prison pour cela. Après avoir fui Vienne en 1969 — il est menacé de poursuites pour blasphème en Autriche — il a vécu comme aubergiste (restaurant « Exil ») à Berlin jusqu'en 1986. De 1980 à 1985, il a étudié les mathématiques et l'informatique à la TU Berlin. Depuis cette époque au plus tard, son travail a été axé sur la synthèse des sciences cognitives et de la littérature artistique et philosophique. Comme il le dit, il essaie « d'appliquer la pensée scientifique à la philosophie ». De 1992 à 2004, il a été professeur d'esthétique à l’Académie des beaux-arts de Düsseldorf.
Oswald Wiener est souvent désigné comme le chef théorique du « Wiener Gruppe » (1954-1964). Avec l'Internationale situationniste et l'Independent Group, c'est peut-être l'un des moments les plus radicaux de modernité - postmodernisme en Europe dans la seconde moitié du XXe siècle.

### Vie privée
Oswald Wiener a été marié à l'artiste Ingrid Wiener et a eu trois enfants de son mariage avec l'artiste Lore Heuermann (de) dont Sarah Wiener, qui gère plusieurs restaurants à Berlin et qui est apparue dans diverses émissions de télévision en tant que chef.
Oswald Wiener vivait à Dawson dans le Nord canadien, ainsi que dans le bourg autrichien de Birkfeld.

## Récompenses et distinctions
- 1987 : Prix de la ville de Vienne de littérature
- 1989 : Grand prix d'État autrichien
- 1993 : Prix Grillparzer des « Actionistes anonymes »
- 1995 : Doctorat honoris causa de l'université de Klagenfurt
- 2006 : Prix manuscrit du Land de Styrie[6]
- 2015 : Prix pour la recherche en technologie artistique